# ビキニスタイルのお嬢さん
「ビキニスタイルのお嬢さん」（ビキニスタイルのおじょうさん）とは、1960年に発表された楽曲。原題は"Itsy Bitsy Teenie Weenie Yellow Polka-Dot Bikini"。

## 解説
原曲はアメリカ合衆国の歌手であるブライアン・ハイランドの「Itsy Bitsy Teenie Weenie Yellow Polka-Dot Bikini」（邦題：「ビキニスタイルのお嬢さん」）である。
作詞・作曲：LEE POCKRISS、ポール・バンス。
1960年8月8日にアメリカ合衆国のヒットチャートであるBillboard Hot 100の1位にランクインした。
日本では、この楽曲は2000年代、2010年代の現在でも、懐メロ番組などで流されることが多い。

## 日本語版
1960年10月に日本では岩谷時子が作詞（訳詞）しダニー飯田とパラダイス・キングの歌でレコード発売された。『ミュージック・ライフ』の「東京で一番売れているレコード」では、1960年12月の集計で2位となり、1位の「悲しき六十才」と共にダニー飯田とパラダイス・キングの作品が1位・2位を独占した。1961年1月の集計では1位。ダニー飯田とパラダイス・キング盤は1960年の東芝ヒット賞を受賞した。
メインボーカルは石川進。オムニバス盤に坂本九の単独名義で収録されたり、坂本九のCDアルバムやCD-BOXに収録される場合があるが、坂本九はバックコーラスと曲中の台詞を担当しているのみである。
また、1960年11月に漣健児の作詞（訳詞）で田代みどり盤も発売されている。

## 収録曲
ブライアン・ハイランド盤（東芝音楽工業 KAPP KP-21）
1. ビキニスタイルのお嬢さん (Itsy Bitsy Teenie Weenie Yellow Polka-Dot Bikini)
2. キッスは僕に (Don't Dilly Dally Sally)

ブライアン・ハイランド盤（東芝音楽工業 KAPP KR-1981）
1. ビキニスタイルのお嬢さん (Itsy Bitsy Teenie Weenie Yellow Polka-Dot Bikini)
2. ベビー・フェイス (Baby Face)

ダニー飯田とパラダイス・キング盤（東芝音楽工業 JP-5051）
1. ビキニスタイルのお嬢さん
  - 作詞・作曲：LEE POCKRISS、ポール・バンス、訳詞：岩谷時子
2. ステキなタイミング
  - 作詞：フレッド・トビアス、作曲：クリント・バラード・ジュニア、訳詞：漣健児

田代みどり盤（テイチク NS-324）
1. ビキニスタイルのお嬢さん
  - 作詞・作曲：LEE POCKRISS、ポール・バンス、訳詞：漣健児
2. ベビー・フェイス

## その他のカバー
- ゴールデン・ハーフ - 1971年発売『ゴールデン・ハーフでーす』収録。ダニー飯田とパラダイス・キング版がベース。
- 山口百恵 - 1975年発売『百恵ライブ -百恵ちゃん祭りより-』収録。田代みどり版がベース。
- ボンバルリーナ（ティミー・マレット（英語版）） - 1990年発売『Huggin' An'a Kissin'』収録。全英シングルチャートで1位を獲得。
- 西田ひかる with SweBe - 1997年発売『坂本九トリビュートアルバム』収録。ダニー飯田とパラダイス・キング版がベース。ただし歌詞中の「あの娘（こ）」は「私」に置換（台詞部分を除く）。
- Party Hardy - 2000年にavex traxから発売された『ULTRADANCE NONSTOP MEGAMIX 006』に収録。
- グッチ裕三とグッチーズ - 2002年発売『ハッチポッチステーション The BEST』収録。
- 渡辺美里 - 2005年発売『うたの木 seasons “夏”』収録。